# Широківська селищна територіальна громада (Дніпропетровська область)
Широківська селищна територіальна громада — територіальна громада в Україні, у Криворізькому районі Дніпропетровської області. Адміністративний центр — селище Широке.
Площа громади — 305,1 км², населення — 13 414 мешканців (2018).

## Населені пункти
До складу громади входять 1 селище (Широке) і 15 сіл: Благодатне, Весела Дача, Ганнівка, Григорівка, Дачне, Запоріжжя, Кошове, Надія, Новоукраїнка, Одрадне, Оленівка, Подидар, Спаське, Шестірня та Щасливе.

## Історія
Утворена 28 квітня 2017 року шляхом об'єднання Широківської селищної ради та Благодатнівської, Шестірнянської сільських рад Широківського району.
17 липня 2020 року, в результаті адміністративно-територіальної реформи та ліквідації Широківського району, громада увійшла до складу Криворізького району.